# Agrotis endogaea
Agrotis endogaea är en fjärilsart som beskrevs av Jean Baptiste Boisduval 1832. Agrotis endogaea ingår i släktet Agrotis och familjen nattflyn. Inga underarter finns listade i Catalogue of Life.